# Гарсия Эспалето, Рафаэль
Рафаэль Гарсия Эспалето (исп. Rafael García Hispaleto; 4 мая 1832, Севилья — 25 августа 1854, Париж) — испанский живописец.

## Биография
Родился в Андалусии в семье с художественными традициями. В 1853 году добавил к своему имени прозвище Hispaleto, что означает гражданин Севильи. Брат художника Мануэля Гарсия Эспалето.
С 1848 года обучался в Академии изящных искусств в Севилье. С 1849 года участвовал в выставках живописи в Севилье. Вскоре стал известен, в 1853 году ему заказали портрет Марии Юсефы и Марии Изабеллы де Бурбон, сестёр короля Франсиско де Асис Бурбона.
Позже переехал в Мадрид, где одну из его картин купил государственный деятель Хосе де Саламанка. При этом его полотно было продана по заниженной цене взамен за спонсорскую поддержку аристократом его дальнейшей учёбы в Париже.
Весной 1854 года Рафаэль Гарсия Эспалето отправился во французскую столицу. Однако, в августе 1854 года в Париже вспыхнула эпидемия холеры, во время которой погибло более 800 человек. Рафаэль заболел холерой и был отправлен в дом для престарелых Дюбуа Фобург-Пуазоньер, где и умер 25 августа того же года.
Художник-портретист. Автор жанровых картин.

## Галерея

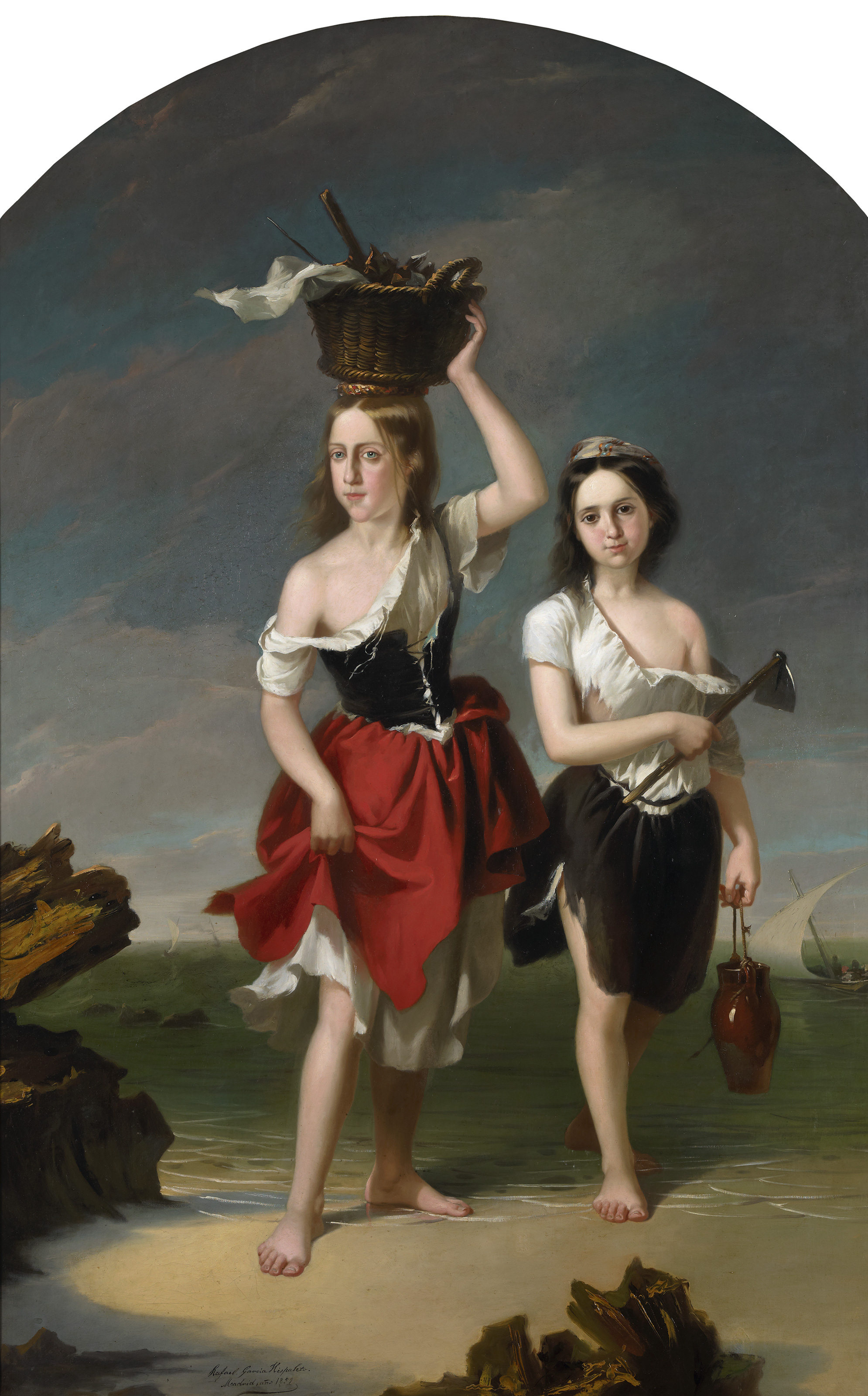
Собирательницы устриц, 1852
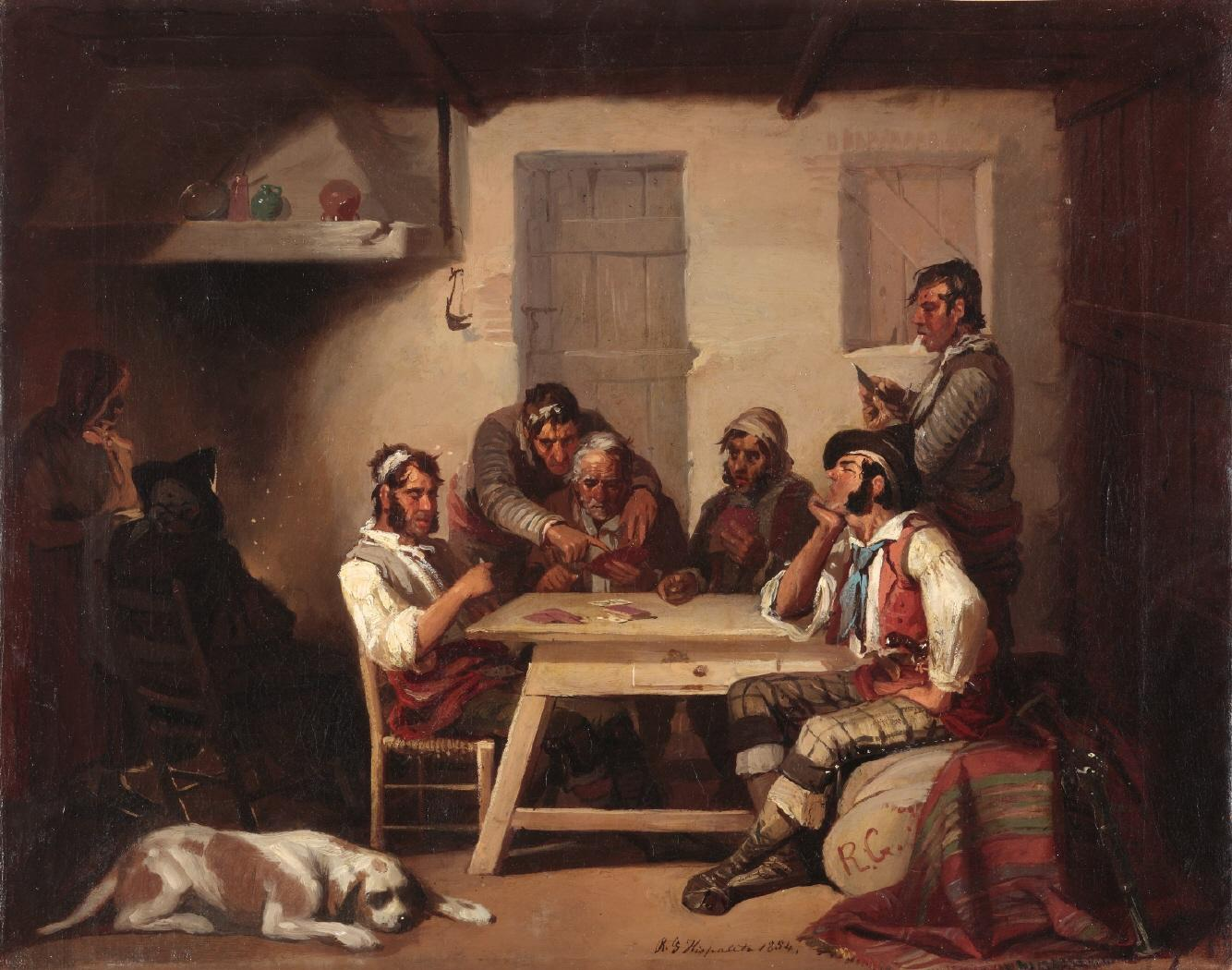
Игроки в карты, 1854
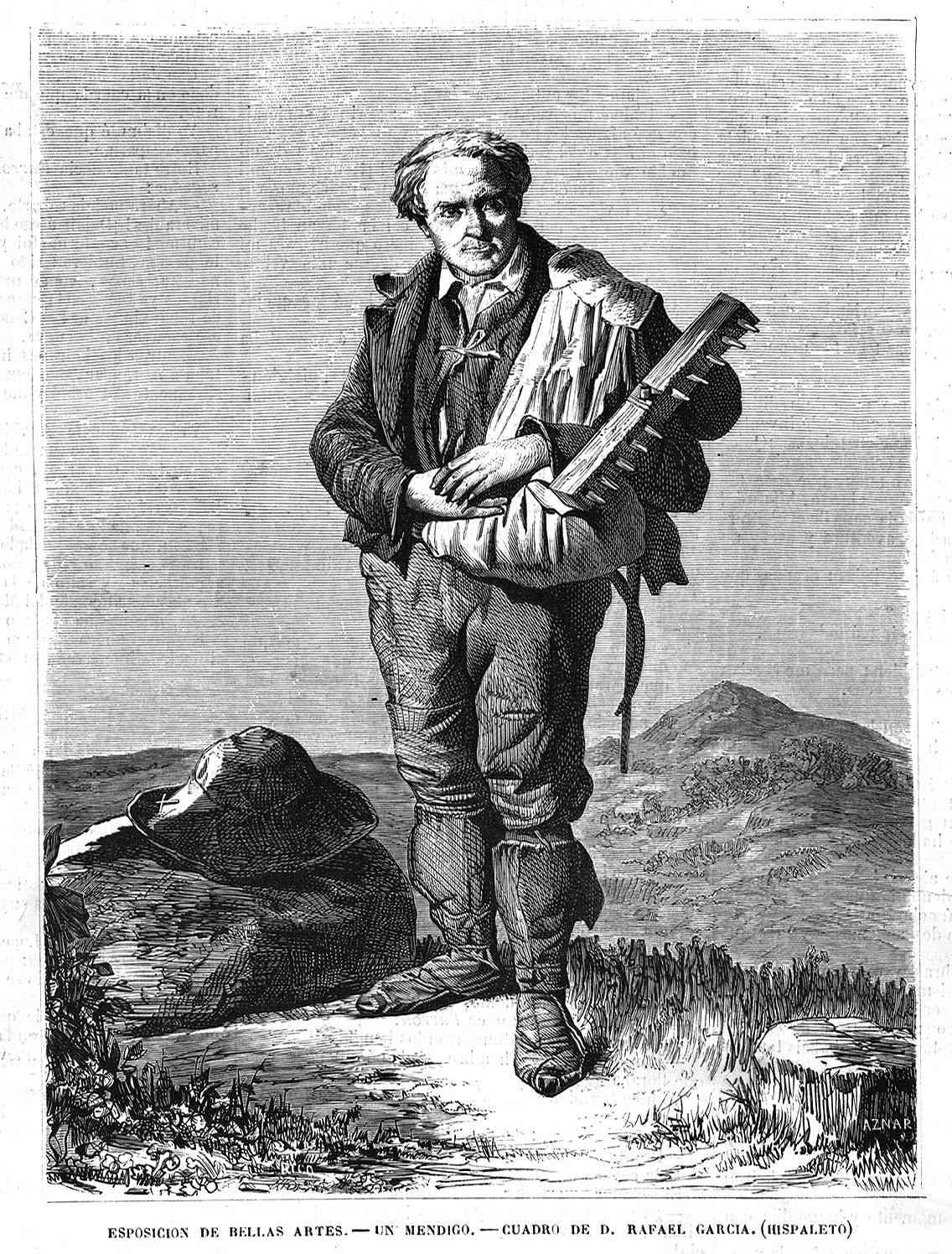
Нищий, 1850-е
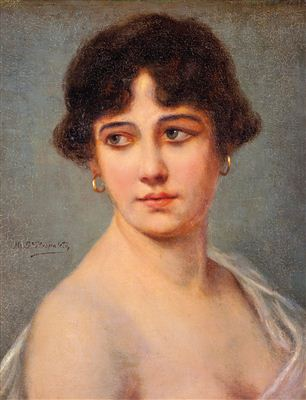
Женский портрет, 1850-е